# Bloesem (album)
Bloesem is het zesde studioalbum van Herman van Veen, verschenen in 1972. Van het album verschenen geen liedjes op single.

## Nummers
| Nr. | Titel                  | Schrijver(s)                       | Duur |
| --- | ---------------------- | ---------------------------------- | ---- |
| 1.  | Bloesem                | Erik van der Wurff                 | 1:47 |
| 2.  | Wat ik mis             | Harry Sacksioni, Herman van Veen   | 2:47 |
| 3.  | Ze boog zover voorover | Chris Pilgram, Rob Chrispijn       | 3:03 |
| 4.  | Ochtend in de stad     | Herman van Veen, Willem Wilmink    | 5:22 |
| 5.  | Arm                    | Rob Chrispijn, Herman van Veen     | 7:19 |
| 6.  | Terug naar de natuur   | Laurens van Rooyen, Rutger Kopland | 0:27 |

| Nr. | Titel                                     | Schrijver(s)                        | Duur |
| --- | ----------------------------------------- | ----------------------------------- | ---- |
| 1.  | Windstil                                  | Rob Chrispijn, Chris Pilgram        | 4:34 |
| 2.  | Kind                                      | Herman van Veen                     | 5:41 |
| 3.  | Zonder jou (Vertaling door Rob Chrispijn) | Harry Nilsson, Rick Nelson          | 5:25 |
| 4.  | Moeder de gans                            | Rob Chrispijn, Herman van Veen      | 4:52 |
| 5.  | Onder ons                                 | Laurens van Rooyen, Herman van Veen | 2:14 |
| 6.  | Bloesem                                   | Erik van der Wurff                  | 0:29 |